# 三宅雪嶺

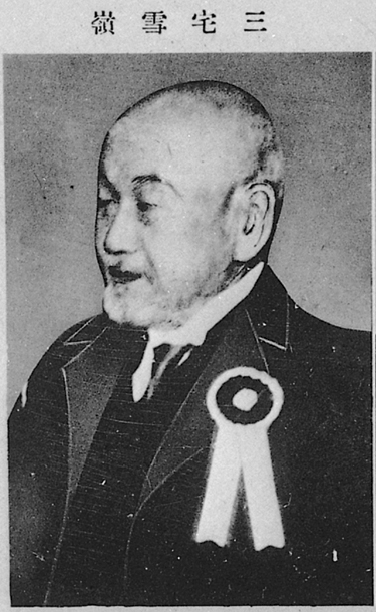
三宅雪嶺

三宅雪嶺（1860年—1945年）是日本明治、大正、昭和時期評論家。

## 生平
三宅雪岭原名雄二郎，石川縣人。1883年東京大學哲學科畢業。1887年任东京专门学校讲师。1888年参与创建政教社，创办《日本人》杂志，宣扬国粹主义，批判欧华政策，指责政界和宗教界的腐败。1902年曾游历欧美，1907年讲《日本人》杂志改名为《日本及日本人》，长期为其撰写人物评论和社会评论。1937年曾拒绝成为文部大臣的邀请，同年成为日本艺术院院士，1942年被授予文化勋章。